# Pontus Åsbrink
Pontus Åsbrink (27 giugno 1992) è un calciatore svedese, centrocampista svincolato.

## Carriera

### Club
Ha giocato nella massima serie dei campionati svedese e finlandese.